# صحيح أبي عوانة
كتاب من كتب الحديث النبوي ، وله اسم آخر ( مستخرج أبي عوانة ) ، وقد استخرج المؤلف(أبو عوانة الإسفراييني) أحاديثه على صحيح مسلم وذكر فيه أحاديث كثيرة مستقلة في أثناء الأبواب، لم يخرِّجها مسلم في الصحيح، وقد نبَّه المصنف على كثير منها، وفيها الصحيح والحسن والضعيف والموقوف، وقد قسَّم المؤلف كتابه إلى كتب فقهية، ثم قسم الكتاب الواحد إلى أبواب، وأورد في كل باب جملة من الأحاديث؛ كما هي عادة الأئمة، وقد بلغ عدد النصوص الواردة في الكتاب أكثر من سبعة آلاف نص مسند.